# Betty Osceola
Betty Osceola (8 de agosto de 1967) es una nativa estadounidense educadora, conservacionista, activista anti-fracking y defensora del agua limpia de los Everglades. Es miembro de la tribu Mikasuki del Panther Clan de Florida. Osceola nació y se crio en los Everglades y es capitana de hidrodeslizador y operadora de Buffalo Tiger Airboat Rides en Tamiami Trail cerca de Miami, Florida.

## Biografía
En enero de 2019, Osceola reveló detalles sobre su infancia en una entrevista para la serie estadounidense American Experience The Swamp producida por PBS, afirmando que mientras crecía en los Everglades vivía en una cabaña "chickee" entre cuatro paredes con su familia y que su madre viajaba a través de Florida por trabajo, a veces recolectando cítricos alrededor del lago Okeechobee y en atracciones turísticas haciendo cestas y cosiendo edredones. También compartió que su gente había vivido de la tierra sembrando maíz y calabaza en las islas, pero las aguas están tan contaminadas en la actualidad que ya no pueden hacer eso.

## Walk for Mother Earth 2015-2017
Osceola junto con su tío Bobby C. Billie (1946-2018) fundaron Walk for Mother Earth, una organización de base que atrae a personas de otras Primeras Naciones, personas de los Glades, científicos, ambientalistas y ciudadanos preocupados. Billie, líder espiritual y de clan (cuyo título oficial era el Consejo de los Pueblos Aborígenes de la Nación Original Mikasuki Simanolee) y Osceola conducen una marcha anual de oración de varios días a lo largo de un sendero que está prevista como ruta ciclista que estaba previsto construir en la Ruta 41 del estado de Florida entre Nápoles y Miami, que fue designado como el proyecto River of Grass Greenway (ROGG). Osceola y Billie se oponían a esta construcción y se propusieron educar al público y a los funcionarios del gobierno sobre las repercusiones negativas que este proyecto traería al ecosistema de los Everglades. Finalmente, hablaron en audiencias públicas en la reunión de la Junta de Comisionados del Condado de Collier seguida por la Junta de Comisionados del Condado de Miami-Dade que concluyó con ambos condados rescindiendo el proyecto. Después de la muerte de Billie, Osceola continúa las marchas de oración en el sur de Florida.

## Marcha de oración por elLago Okeechobeedel 26 de enero al 1 de febrero de 2019
Osceola, junto con Holley Rauen, de Pachamama Alliance, organizaron y dirigieron un grupo de seis participantes durante una marcha de oración de siete días y 190 kilómetros para llamar la atención sobre los problemas de calidad del agua. Durante toda la caminata llevó un pañuelo rojo sujeto a su bastón para llamar la atención sobre las mujeres indígenas desaparecidas y asesinadas. Rauen lidera el grupo de oración virtual.

## Marcha de oración por la Madre Tierra 7-8 de diciembre de 2019
Osceola y el Reverendo Houston R. Cypress de los Mikasuki, organizó y dirigió un grupo de más de 60 participantes durante una marcha de oración de dos días y 31 millas en la histórica Loop Road en Ochopee, Florida.

## Hashtag #DefendTheSacred
El 22 de diciembre de 2020, Osceola publicó un video en la plataforma de redes sociales TikTok en el que sostiene un cartel que dice "Soy los Everglades, #DefendTheSacred". Este breve video se hizo viral, llegando a tener 1.7 millones de visitas el 28 de febrero de 2021.

## #DefendTheSacred Marcha de oración por la madre, 2-3 de enero de 2021
Osceola y el Reverendo Houston R. Cypress organizaron y dirigieron también a un grupo de 41 participantes en una marcha de oración de dos días y 36 millas en State Road 41, de este a oeste, en Big Cypress National Preserve contra el permiso de dragado y rellenado otorgado por la Agencia de Protección Ambiental de Estados Unidos (EPA) conforme a la Sección 404 del Agua Limpia. La marcha comenzó en la entrada este de Loop Road y terminó el segundo día en Carnestown, Florida.

## #DefendTheSacredMarcha de oración del lago Okeechobee del6 al 12 de febrero de 2021
Osceola y el Rev. Houston R. Cypress organizaron una segunda marcha alrededor del perímetro del lago Okeechobee, con un grupo de 26 participantes para una oración de siete días y 118 millas. Además de orar por la curación de la Madre Tierra, la marcha era contra la decisión de la EPA sobre los Permisos de dragado y rellenado en virtud de la Sección 404 del Agua Limpia.

## Oleoducto Dakota Access
Osceola hizo dos viajes desde los Everglades a la reserva india de Standing Rock para entregar suministros a las protestas del oleoducto Dakota Access .

## Premios
En enero de 2018, Osceola recibió el premio John V. Kabler Grassroots Organizing Award durante la cumbre anual de la Everglades Coalition.